# Автономна Македония (1914)
Вижте пояснителната страница за други значения на Автономна Македония.
„Автономна Македония“ е български вестник, излизал в 1914 година в София, България (общо 6 броя).
Излиза веднъж в седмицата в 2000 тираж и се списва на български и английски език Вестникът е редактиран от Г. Т. Дзеков, а издатели са Константин Дзеков, Т. Николов и Ат. Петров. Печата се в печатница Ив. Г. Игнатов.